# Copa Confederación de la CAF 2011
La Copa Confederación de la CAF del 2011 fue la 8.ª edición del segundo torneo de fútbol más importante a nivel de clubes en África organizado por la CAF.
El Maghreb de Fès de Marruecos venció en la final al Club Africain de Túnez para proclamarse campeón por primera vez.

## Ronda Preliminar
| Equipo 1            | Agr.        | Equipo 2               | Ida | Vuelta |
| ------------------- | ----------- | ---------------------- | --- | ------ |
| FC Tevragh-Zeïna    | 1–0         | AS Real Bamako         | 0–0 | 1–0    |
| Missile             | 4–1         | AS Inter Star          | 4–0 | 0–1    |
| AC Léopards         | 3–1         | Etincelles             | 1–1 | 2–0    |
| ASC Touré Kunda     | 4–3         | Ports Authority FC     | 2–1 | 2–2    |
| CA Batna            | 4–4 (5–6 p) | Al-Nasr                | 2–2 | 2–2    |
| Dynamic Togolais    | 0–0 (2–4 p) | Sahel SC               | 0–0 | 0–0    |
| USS Kraké           | 2–5         | Maghreb de Fès         | 1–1 | 1–4    |
| Séwé Sports         | 0–2         | Ashanti Gold           | 0–1 | 0–1    |
| Foullah Edifice FC  | 2–1         | CD Elá Nguema          | 2–0 | 0–1    |
| ASA                 | 0–0 (4–5 p) | Sofapaka               | 0–0 | 0–0    |
| Highlanders         | w/o1        | Nchanga Rangers        | 1–1 | —      |
| AS Adema            | 1–1 (a)     | Maxaquene              | 0–0 | 1–1    |
| US Sainte-Marienne  | 1–4         | Wits                   | 1–0 | 0–4    |
| Centre Salif Keita  | 3–3 (a)     | Difaa El Jadida        | 2–2 | 1–1    |
| Fovu Club           | 3–4         | USFA                   | 2–1 | 1–3    |
| FC Séquence         | 1–2         | Africa Sports National | 0–1 | 1–1    |
| DFC 8               | 1–3         | Tiko United FC         | 0–0 | 1–3    |
| KMKM                | 0–6         | Motema Pembe           | 0–4 | 0–2    |
| Mbabane Highlanders | 2–2 (1–4 p) | Victors                | 1–1 | 1–1    |
| Young Africans SC   | 4–6         | Dedebit                | 4–4 | 0–2    |

1 Nchanga Rangers avanzó a la siguiente ronda después de que el Highlanders abandonó el torneo antes del segundo partido.

## Primera Ronda
| Equipo 1               | Agr. | Equipo 2           | Ida | Vuelta |
| ---------------------- | ---- | ------------------ | --- | ------ |
| Kabylie                | 3–1  | FC Tevragh-Zeïna   | 1–0 | 2–1    |
| Al-Nil SC              | 2–3  | Missile            | 1–1 | 1–2    |
| 1º de agosto           | 2–1  | AC Léopards        | 2–0 | 0–1    |
| FUS Rabat              | 3–2  | ASC Touré Kunda    | 2–0 | 1–2    |
| Al-Khartoum            | w/o2 | Al-Nasr            | —   | —      |
| Maghreb de Fès         | 2–1  | Sahel SC           | 0–0 | 2–1    |
| Étoile du Sahel        | 4–2  | Ashanti Gold       | 3–0 | 1–2    |
| Kaduna United          | 2–1  | Foullah Edifice FC | 2–0 | 0–1    |
| Ismaily SC             | 2–4  | Sofapaka           | 2–0 | 0–4    |
| Saint Eloi Lupopo      | 3–0  | Nchanga Rangers    | 1–0 | 2–0    |
| Wits                   | 1–3  | AS Adema           | 1–1 | 0–2    |
| Olympique Béja         | 2–3  | Difaa El Jadida    | 2–0 | 0–3    |
| Africa Sports National | w/o3 | USFA               | —   | —      |
| Sunshine Stars         | 3–0  | Tiko United FC     | 2–0 | 1–0    |
| Victors                | 1–2  | Motema Pembe       | 1–1 | 0–1    |
| Haras El Hodood        | 5–1  | Dedebit            | 4–0 | 1–1    |

2 Al-Khartoum avanzó a la segunda ronda luego de que el Al-Nasr abandonó el torneo a raíz de la situación política en Libia.

3 USFA avanzó a la segunda ronda luego de que el Africa Sports abandonó el torneo a raíz de la situación política en Costa de Marfil.

## Segunda Ronda
| Equipo 1          | Agr.         | Equipo 2        | Ida | Vuelta |
| ----------------- | ------------ | --------------- | --- | ------ |
| Missile           | 3–3 (0:3 p)  | Kabylie         | 3–0 | 0–3    |
| FUS Rabat         | 1–2          | 1º de agosto    | 1–1 | 0–1    |
| Maghreb de Fès    | 5–3          | Al-Khartoum     | 5–1 | 0–2    |
| Kaduna United     | w/o4         | Étoile du Sahel | —   | —      |
| Saint Eloi Lupopo | 2–2 (v.)     | Sofapaka        | 2–1 | 0–1    |
| Difaa El Jadida   | 3–1          | AS Adema        | 3–0 | 0–1    |
| Sunshine Stars    | 2–1          | USFA            | 2–0 | 0–1    |
| Haras El Hodood   | 3–3 (3:4 p.) | Motema Pembe    | 2–1 | 1–2    |

4 Kaduna United avanzó a la sigiuiente ronda luego de que el Étoile du Sahel se negó a viajar a Nigeria para el primer juego debido a la poca seguridad disponible por las elecciones presidenciales de 2011 en Nigeria.

## Tercera Ronda
| Equipo 1      | Agr. | Equipo 2        | Ida | Vuelta |
| ------------- | ---- | --------------- | --- | ------ |
| Sétif         | 1–3  | Kaduna United   | 1–0 | 0–3    |
| Diaraf        | 1–3  | Kabylie         | 1–1 | 0–2    |
| Club Africain | 4–3  | Sofapaka        | 3–0 | 1–3    |
| Al-Ittihad    | 0–1  | Sunshine Stars  | —5  | 0–1    |
| ZESCO United  | 1–2  | Maghreb de Fès  | 1–0 | 0–2    |
| Simba         | 1–2  | Motema Pembe    | 1–0 | 0–2    |
| ASEC Mimosas  | 5–1  | 1º de agosto    | 4–0 | 1–1    |
| Interclube    | 5–2  | Difaa El Jadida | 3–0 | 2–2    |

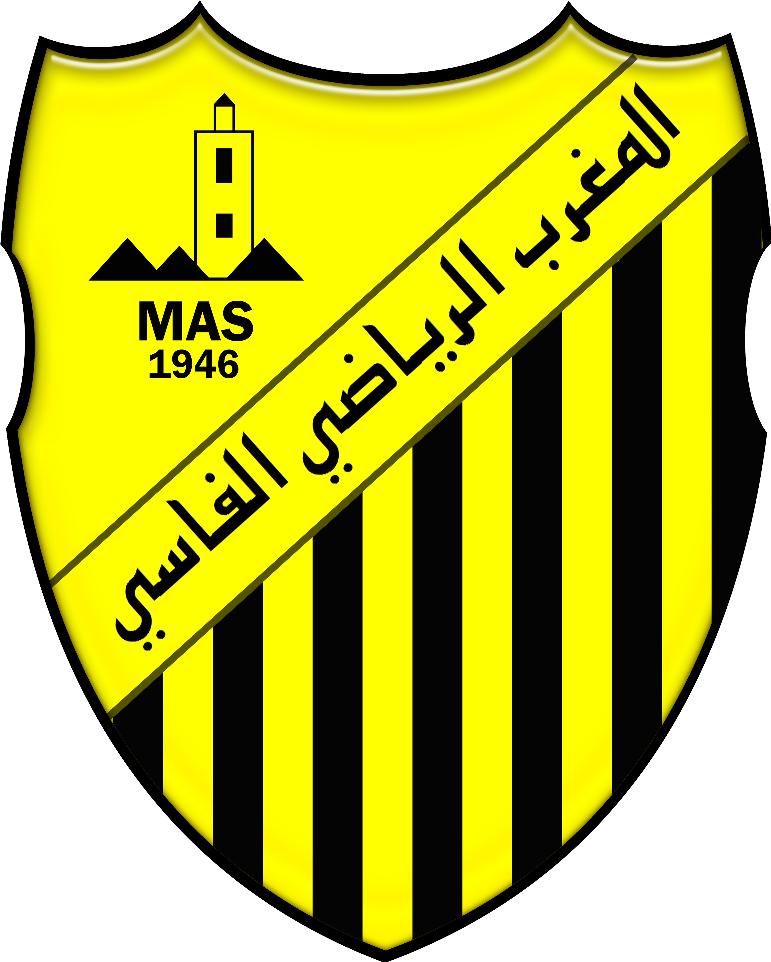
Logotipo del Club Magreb Fez

5 la serie se jugó a 1 partido a raíz de la situación política en Libia.

## Fase de grupos
| Los de color en los grupos |
| -------------------------- |
| Avanzan a Semifinales      |

### Grupo A
| Club          | J | G | E | P | GF | GC | GD | Pts. |
| ------------- | - | - | - | - | -- | -- | -- | ---- |
| Club Africain | 6 | 3 | 2 | 1 | 6  | 3  | +3 | 11   |
| Inter Luanda  | 6 | 3 | 1 | 2 | 8  | 6  | +2 | 10   |
| ASEC Mimosas  | 6 | 2 | 1 | 3 | 5  | 6  | −1 | 7    |
| Kaduna United | 6 | 1 | 2 | 3 | 5  | 9  | −4 | 5    |

|     | ASE | CAT | INC | KAD |
| --- | --- | --- | --- | --- |
| ASE | –   | 1-1 | 1-0 | 2-1 |
| CAT | 1-0 | –   | 2-0 | 0-0 |
| INC | 1-0 | 2-1 | –   | 4-1 |
| KAD | 2-1 | 0-1 | 1-1 | –   |

### Grupo B
| Club           | J | G | E | P | GF | GC | GD | Pts. |
| -------------- | - | - | - | - | -- | -- | -- | ---- |
| Maghreb de Fès | 6 | 4 | 2 | 0 | 8  | 2  | +6 | 14   |
| Sunshine Stars | 6 | 3 | 2 | 1 | 6  | 3  | +3 | 11   |
| Motema Pembe   | 6 | 2 | 2 | 2 | 5  | 6  | −1 | 8    |
| JS Kabylie     | 6 | 0 | 0 | 6 | 1  | 9  | −8 | 0    |

|     | JSK | MAS | DCM | SUN |
| --- | --- | --- | --- | --- |
| JSK | –   | 0-1 | 0-2 | 1-2 |
| MAS | 1-0 | –   | 3-0 | 1-0 |
| DCM | 2-0 | 1-1 | –   | 0-0 |
| SUN | 1-0 | 1-1 | 2-0 | –   |

## Ronda Final

### Semifinales
| Equipo 1       | Agr.     | Equipo 2       | Ida | Vuelta |
| -------------- | -------- | -------------- | --- | ------ |
| Sunshine Stars | 0–1      | Club Africain  | 0–1 | 0–0    |
| Interclube     | 2–2 (v.) | Maghreb de Fès | 2–1 | 0–1    |

### Final

#### Ida
| 19-11-2011 | Club Africain | 1–0     | Maghreb de Fès | Stade 14 January, Tunis     |                             |
|            | Enam 8'       | Reporte |                | Árbitro(s): Djamel Haimoudi | Árbitro(s): Djamel Haimoudi |

#### Vuelta
| 4-12-2011 | Maghreb de Fès                                                         | 1–0 (6–5 p.)(Global 1-1)   | Club Africain                                                   | Fes Stadium, Fes          |                           |
|           | Tigana 45+3'                                                           | Reporte                    |                                                                 | Árbitro(s): Badara Diatta | Árbitro(s): Badara Diatta |
|           |                                                                        | Tiros desde el punto penal |                                                                 |                           |                           |
|           | - Chtibi - Haji - El Yousfi - Dahmani - Abourazzouk - El Basri - Zniti |                            | - Reguiî - Ifa - Yaakoubi - Akremi - Dhaouadi - Mendomo - Ziadi |                           |                           |

## Campeón
|                        |
| Bandera de Marruecos   |
| Campeón Maghreb de Fès |
| 1.° título             |